# Списък на видовете в Червената книга на Република България
Това е списък на видовете в Червената книга на Република България.

## Растения и гъби
- Австрийски плеуроспермум (Pleurospermum austriacum) – CR
- Азиатска каменоломка (Saxifraga mollis) – EN
- Азиатска мишовка (Minuartia mesogitana) – EN
- Азиатска песъчарка (Arenaria gypsophiloides) – EN
- Айтоски клин (Astracantha arnacantha) – EN
- Албански крем (Lilium albanicum) – CR
- Алдрованда (Aldrovanda vesiculosa) – CR
- Алепска млечка (Euphorbia aleppica) – EN
- Алиботушка боянка (Erysimum slavjankae) – EN
- Алоевиден стратиотес (Stratiotes aloides) – CR
- Алпийска мантийка (Petrorhagia alpina) – EN
- Алпийска телчарка (Polygala alpestris) – EN
- Алпийска чашка (Microstoma protractum) – EN
- Алпийски зърнастец (Rhamnus alpinus) – EN
- Алпийски корал (Hericium flagellum) – EN
- Алпийски пелин (Artemisia eriantha) – EN
- Алпийско плюскавиче (Silene vulgaris) – CR
- Алпийско притцелаго (Pritzelago alpina subsp. brevicaulis) – EN
- Алпийско сграбиче (Astragalus alopecurus) – CR
- Алпийско секирче (Lathyrus alpestris) – CR
- Аметистова гълъбка (Russula amethystina) – EN
- Анасонов лопен (Verbascum anisophyllum) – CR
- Андерсонов инонотус (Inonotus andersonii) – EN
- Андрахне (Andrachne telephioides) – EN
- Арабска етионема (Aethionema arabicum) – CR
- Ароматен хиднелум (Hydnellum suaveolens) – EN
- Ароматна матиола (Matthiola odoratissima) – CR
- Архангелиев лазерпициум (Laserpitium archangelica) – CR
- Арчеров клатрус (Clathrus archeri) – CR
- Атинска мерендера (Merendera attica) – CR
- Ахтарова метличина (Cyanus achtarovii) – EN
- Ахтарово шапиче (Alchemilla achtarowii) – EN
- Багрилна звъника (Hypericum androsaemum) – EN
- Балкански вечерник (Hesperis theophrasti) – VU
- Балкански ранилист (Betonica haussknechtii) – EN
- Балкански цялолист (Haplophyllum balcanicum) – CR
- Балкански шпорец (Delphinium balcanicum) – EN
- Балканско часовниче (Erodium absinthoides subsp. balcanicum) – EN
- Балканско шапиче (Alchemilla catachnoa) – EN
- Баумгартеново великденче (Veronica baumgartenii) – CR
- Безлистна перуника (Iris aphylla) – CR
- Безстъблена тинтява (Gentiana acaulis) – CR
- Безстъблов клин (Astragalus exscapus) – CR
- Белардиева кобрезия (Kobresia myosuroides) – EN
- Белевалия (Bellevalia sarmatica) – CR
- Беловлакнест равнец (Achillea chrysocoma) – EN
- Белоградчишка рунянка (Hieracium belogradcense) – CR
- Белоезичест чистец (Stachys leucoglossa) – EN
- Белоцветен шпорец (Delphinium albiflorum) – CR
- Бесарабско глухарче (Taraxacum bessarabicum) – EN
- Бесерова змийска трева (Goniolimon besseranum) – EN
- Битинска дрипавка (Crepis bithynica) – CR
- Битински синчец (Scilla bithynica) – EN
- Битинско глухарче (Taraxacum bithynicum) – EN
- Благаево бясно дърво (Daphne blagayana) – EN
- Блатен дремник (Epipactis palustris) – EN
- Блатен кострец (Sonchus palustris) – CR
- Блатен плаун (Lycopodiella inundata) – CR
- Блатен спореж (Senecio paludosus) – EN
- Блатна митрула (Mitrula paludosa) – CR
- Блатна перушина (Hottonia palustris) – RE
- Блатна самодивска трева (Peucedanum palustre) – RE
- Блатна теменуга (Viola palustris) – EN
- Блатна хамарбия (Hammarbya paludosa) – CR
- Блатно пропадниче (Pedicularis palustris) – CR
- Блатно секирче (Lathyrus palustris) – CR
- Бледоохрена рутщрьомия (Rutstroemia calopus) – CR
- Бледоцветен карамфил (Dianthus pallidiflorus) – EN
- Блестящ напръстник (Digitalis laevigata) – EN
- Блестящо лале (Tulipa splendens) – CR
- Боасиерова звъника (Hypericum boissieri) – VU
- Бодлив миск (Jurinea tzar-ferdinandii) – VU
- Бодлив паленис (Pallenis spinosa) – EN
- Бодлив страшник (Acanthus spinosus) – EN
- Бодлива меластиза (Melastiza cornubiensis) – EN
- Бодливолистен джел (Ilex aquifolium) – EN
- Борзеанов игловръх (Alyssum borzaeanum) – EN
- Борисово подрумиче (Anthemis regis-borisii) – EN
- Бохемски здравец (Geranium bohemicum) – EN
- Бохусова печурка (Agaricus bohusii) – CR
- Брястов инонотус (Inonotus ulmicola) – EN
- Булка гъба (Amanita caesarea) – VU
- Буниум (Bunium ferulaceum) – CR
- Българска ауриния (Aurinia uechtritziana) – EN
- Българска гърлица (Limonium bulgaricum) – CR
- Българска паламида (Cirsium bulgaricum) – EN
- Българска тимелея (Thymelaea bulgarica) – EN
- Български ерантис (Eranthis bulgaricus) – CR
- Български жълт хедизарум (Hedysarum grandiflorum subsp. bulgaricum) – EN
- Български опопанакс (Opopanax chironium subsp. bulgaricum) – VU
- Български ранилист (Betonica bulgarica) – EN
- Български скален копър (Seseli bulgaricum) – CR
- Български сърпец (Serratula bulgarica) – CR
- Бъндерицово шапиче (Alchemilla bandericensis) – CR
- Бюлярдов паяжинник (Cortinarius bulliardii) – EN
- Бялоопасана неотиелла (Neottiella albocincta) – CR
- Вагеницова метличина (Centaurea wagenitziana) – CR
- Вайлантова антродия (Antrodia vaillantii) – EN
- Варненски пирей (Elymus varnensis) – EN
- Вебиев див бадем (Amygdalus delipavlovii) – CR
- Веленовскиево еньовче (Galium velenovskyi) – EN
- Великолепна манатарка (Boletus permagnificus) – CR
- Величествена осмунда (Osmunda regalis) – CR
- Велчево плюскавиче (Silene velcevii) – CR
- Венерин косъм (Adiantum capillus-veneris) – CR
- Венерина обувка (Cypripedium calceolus) – CR
- Византийско червеноглавче (Knautia byzantina) – CR
- Вилмотианов клин (Astragalus wilmottianus) – EN
- Винчелистен лопен (Verbascum bugulifolium) – EN
- Виолетов паяжинник (Cortinarius violaceus) – EN
- Виолетова звезданка (Sarcosphaera coronaria) – VU
- Виолетова кегла (Ombrophila violacea) – EN
- Виолетова тръбенка (Gomphus clavatus) – VU
- Вкореняваща се орешарка (Clitocybe vermicularis) – EN
- Влагалищна власатка (Festuca vaginata) – EN
- Влакнест скорпиурус (Scorpiurus subvillosus) – EN
- Влакнеста басия (Bassia hirsuta) – EN
- Влакнеста жълтуга (Genista pilosa) – EN
- Воден орех (Trapa natans) – EN
- Водна детелина (Menyanthes trifoliata) – EN
- Водна лилия (Nymphaea alba) – EN
- Волска метличина (Centaurea bovina) – EN
- Вонящо обичниче (Thalictrum foetidum) – CR
- Восъчна черешова гъба (Hygrocybe ceracea) – EN
- Врязанолистна върба (Salix retusa) – EN
- Врязанолистно шапиче (Alchemilla fissa) – EN
- Възлестоцветна целина (Apium nodiflorum) – EN
- Вълнест миризлив бурен (Sideritis lanata) – EN
- Вълнеста камбанка (Campanula lanata) – VU
- Вълнеста козя брада (Tragopogon floccosus) – CR
- Вълнеста рунянка (Hieracium villosum) – EN
- Вълнестоцветен клин (Astragalus dasyanthus) – CR
- Върболистен тъжник (Spiraea salicifolia) – CR
- Габърова манатарка (Boletus depilatus) – EN
- Гарванова градония (Graddonia coracina) – EN
- Германска наумка (Cynoglossum germanicum) – EN
- Гигантска дипленка (Gyromitra gigas) – EN
- Глухарчевидна жълтица (Leontodon saxatilis) – EN
- Гмелинова гърлица (Limonium gmelini) – EN
- Гол сладник (Glycyrrhiza glabra) – EN
- Гола копривка (Celtis glabrata) – EN
- Гола кумарка (Arbutus andrachne) – CR
- Голяма есенна гъба (Tricholoma colossus) – CR
- Горчива есенна гъба (Tricholoma acerbum) – EN
- Горчива рогачка (Sarcodon leucopus) – CR
- Горчива телчарка (Polygala amarella) – EN
- Горчивчева рейхардия (Reichardia picroides) – CR
- Гризебахова кутявка (Moehringia grisebachii) – EN
- Гризебахова теменуга (Viola grisebachiana) – EN
- Гризебахово великденче (Veronica grisebachii) – CR
- Грудеста жълтица (Leontodon tuberosus) – EN
- Грудеста тръстичина (Phalaris aquatica) – EN
- Грудков здравец (Geranium tuberosum) – EN
- Гръцко плюскавиче (Silene graeca) – EN
- Гъст ръждавец (Groenlandia densa) – CR
- Гъстоцветен пирей (Elymus pycnanthus) – EN
- Давидов лопен (Verbascum davidoffii) – CR
- Давидов мразовец (Colchicum davidovii) – EN
- Давидово винче (Anchusa davidovii) – CR
- Далматинска змийска трева (Goniolimon dalmaticum) – CR
- Двувърха алеурия (Aleuria bicuculata) – EN
- Двуцветна саусурея (Saussurea discolor) – CR
- Дебелолист (Crassula tillaea) – EN
- Дебърски бъз (Sambucus deborensis) – CR
- Дегенов скален копър (Seseli degenii) – VU
- Декоративен лопен (Verbascum decorum) – EN
- Демидов пирофомес (Pyrofomes demidoffii) – EN
- Джованелиев клитопилус (Clitopilus giovanellae) – CR
- Диекианов лопен (Verbascum dieckianum) – CR
- Динарско червеноглавче (Knautia dinarica) – CR
- Дисковидна бучка (Helvella pezizoides) – EN
- Дисковидна дилянка (Valeriana dioscoridis) – EN
- Добруджански овес (Avena eriantha) – CR
- Добруджанско коило (Stipa lessingiana) – EN
- Донкиопория (Donkioporia expansa) – EN
- Драконче (Dracocephalum thymiflorum) – RE
- Дребмолюспеста млечница (Lactarius spinosulus) – EN
- Дребна камбанка (Campanula cochlearifolia) – EN
- Дребна мехурка (Utricularia minor) – EN
- Дребна теменуга (Viola parvula) – CR
- Дребно еньовче (Galium demisum) – EN
- Дребнолистен глог (Crataegus microphylla) – CR
- Дребнолюспеста печурка (Agaricus squamulifer) – EN
- Дребноплоден горицвет (Adonis microcarpa) – EN
- Дребноцветен кокеш (Scorzonera parviflora) – CR
- Дребноцветен лопен (Verbascum minutiflorum) – CR
- Дребноцветна горва (Cardamine parviflora) – RE
- Дремников главопрашник (Cephalanthera epipactoides) – CR
- Дреновскиев карамфил (Dianthus drenowskyanus) – CR
- Дряновска ведрица (Fritillaria drenovskii) – CR
- Дългогрудеста метличина (Cyanus pseudoaxillaris) – CR
- Дълголиста урока (Bupleurum longifolium) – CR
- Дългопънчеста печурка (Agaricus altipes) – EN
- Дългостълбчесто винче (Anchusa stylosa) – CR
- Дългошпореста теменуга (Viola delphinantha) – CR
- Дърворазрушаваща манатарка (Buchwaldoboletus lignicola) – CR
- Дьлговлакнеста теменуга (Viola crinita) – EN
- Дьорфлеров мразовец (Colchicum doerfleri) – EN
- Дяволска манатарка (Boletus satanas) – VU
- Евксинска камбанка (Campanula euxina) – EN
- Егейско еньовче (Galium aegeum) – EN
- Еделвайс (Leontopodium alpinum) – EN
- Едногрудков херминиум (Herminium monorchis) – RE
- Едножилков лен (Linum uninerve) – EN
- Едностранна вулпия (Vulpia unilateralis) – EN
- Едноцветна скална подкова (Hippocrepis unisiliquosa) – EN
- Едрокласа овсига (Bromus lanceolatus) – CR
- Едрокошничесто подрумиче (Anthemis macrantha) – EN
- Едроплоден хрян (Armoracia macrocarpa) – EN
- Едроплодна печурка (Agaricus macrocarpus) – EN
- Едростълбчест здравец (Geranium macrostylum) – EN
- Едроцветно секирче (Lathyrus grandiflorus) – EN
- Едър анасон (Pimpinella major) – RE
- Езерен шилолист (Isoetes lacustris) – EN
- Елвезиево кокиче (Galanthus elwesii) – EN
- Елиптичнолистен оман (Inula spiraeifolia) – EN
- Емилипопово прозорче (Potentilla emili-popii) – CR
- Ехинофора (Echinophora sibthorpiana) – EN
- Жилковиден дисциотис (Disciotis venosa) – VU
- Жлезист лопен (Verbascum purpureum) – EN
- Жлезиста кумарка (Arbutus unedo) – CR
- Жълт коренов трюфел (Hymenogaster luteus) – EN
- Жълта водна роза (Nuphar lutea) – EN
- Жълта каменоломка (Saxifraga aizoides) – EN
- Жълта тинтява (Gentiana lutea) – EN
- Жълтеникаво шапиче (Alchemilla straminea) – EN
- Жълто-бяла дисцина (Discina leucoxantha) – EN
- Звездолен (Asterolinon linum-stellatum) – EN
- Звездоспорова октавиания (Octaviania asterosperma) – EN
- Звездоцветно шапиче (Alchemilla asteroantha) – CR
- Зеленикаво плюскавиче (Silene chlorantha) – CR
- Зелчеста гъба (Sparassis crispa) – EN
- Златиста арахнопезиза (Arachnopeziza aurelia) – EN
- Златисто лале (Tulipa aureolina) – EN
- Златистотръбеста манатарка (Aureoboletus gentilis) – EN
- Златовръх (Rhodiola rosea) – CR
- Зъбчата урока (Bupleurum odontites) – EN
- Зърнастецов ракитник (Hippophae rhamnoides) – EN
- Зърнест червенокафяв трюфел (Elaphomyces granulatus) – CR
- Ивичест коренов трюфел (Hymenogaster verrucosus) – EN
- Ивичест хигрофорус (Hygrophorus arbustivus) – EN
- Игловиден корал (Hericium erinaceus) – EN
- Извит парафолис (Parapholis incurva) – CR
- Извитожилковиден бял трюфел (Choiromyces maeandriformis) – EN
- Изменчива антродия (Antrodia heteromorpha) – EN
- Изменчива мъдрица (Sisymbrium polymorphum) – EN
- Изрязанолистна глушина (Vicia incisa) – EN
- Източен миск (Jurinea ledebourii) – EN
- Източна тамянка (Ferula orientalis) – CR
- Източна челебитка (Nigella orientalis) – EN
- Имануелова метличина (Centaurea immanuelis-loewii) – EN
- Истинска горчивка (Gentianella amarella) – CR
- Йорданова айважива (Alkanna jordanovii) – EN
- Йорданова камбанка (Campanula jordanovii) – VU
- Йорданова ливадина (Poa jordanovii) – EN
- Йорданово подрумиче (Anthemis jordanovii) – CR
- Кавказка детелина (Trifolium spumosum) – CR
- Кавказка манатарка (Boletus caucasicus) – CR
- Казашка хвойна (Juniperus sabina) – EN
- Кайсиевоцветна манатарка (Boletus armeniacus) – EN
- Калабрийски бор (Pinus brutia) – CR
- Калиакренско плюскавиче (Silene caliacrae) – EN
- Калописиев дланокоренник (Dactylorhiza kalopissii) – CR
- Калъфкостъблена тулостома (Tulostoma volvulatum) – CR
- Каринтийска рупа (Draba siliquosa) – EN
- Карниолска блатница (Eleocharis carniolica) – EN
- Карниолска телчарка (Polygala carniolica) – EN
- Карпатска тоция (Tozzia alpina subsp. carpathica) – VU
- Карстова люцерна (Medicago carstiensis) – EN
- Картъловиден карамфил (Dianthus nardiformis) – EN
- Катерлива ефедра (Ephedra fragilis subsp. campylopoda) – CR
- Качулесто диво жито (Aegilops comosa) – CR
- Келереров центрантус (Centranthus kellereri) – CR
- Кернерова метличина (Centaurea kernerana) – EN
- Кестен (Castanea sativa) – EN
- Кипарисова пития (Pithya cupressina) – CR
- Киттанова рунянка (Hieracium kittaniae) – EN
- Кичест блатняк (Caltha polypetala) – EN
- Кладенчово лютиче (Ranunculus fontanus) – EN
- Кладованов карамфил (Dianthus pontederae subsp. kladovanus) – EN
- Клинолистен див тютюн (Ligularia glauca) – CR
- Клубеновидна печурка (Agaricus essettei) – EN
- Ковачев зановец (Chamaecytisus kovacevii) – EN
- Кожухаров окситропис (Oxytropis kozuharovii) – VU
- Кози крак (Albatrellus pes-caprae) – EN
- Колхидски джел (Ilex colchica) – EN
- Конски кестен (Aesculus hippocastanum) – EN
- Конусовидна верпа (Verpa conica) – EN
- Копъровиден тургениопсис (Turgeniopsis foeniculacea) – CR
- Коренолюбив полипорус (Polyporus rhizophilus) – EN
- Короноплодна люцерна (Medicago coronata) – EN
- Костова тлъстига (Sedum kostovii) – VU
- Кочиев равнец (Achillea kotschyi) – CR
- Крайбрежен елуропус (Aeluropus littoralis) – VU
- Крайбрежна люцерна (Medicago littoralis) – CR
- Крайморски отантус (Otanthus maritimus) – CR
- Крайморски ранилист (Stachys maritima) – EN
- Крайморско чадърче (Calystegia soldanella) – EN
- Красиволистна попова лъжичка (Thlaspi bellidifolium) – EN
- Креса (Cressa cretica) – CR
- Крилата паламида (Cirsium alatum) – EN
- Кримска какула (Salvia scabiosifolia) – CR
- Кримско зарасличе (Symphytum tauricum) – EN
- Критска песъчарка (Arenaria cretica) – EN
- Критски ветрогон (Eryngium creticum) – EN
- Кръглолистна вълча ябълка (Aristolochia rotunda) – EN
- Ксантийска върба (Salix xanthicola) – VU
- Кучешки мутинус (Mutinus caninus) – VU
- Къдрава горчивка (Gentianella crispata) – CR
- Кълбеста детелина (Trifolium globosum) – EN
- Кълбовидна ботриотиния (Botryotinia globosa) – EN
- Кълбоплодна люцерна (Medicago constricta) – EN
- Кълбосеменно лютиче (Ranunculus sphaerospermus) – CR
- Кървавочервена манатарка (Boletus dupainii) – EN
- Късна лойдия (Lloydia serotina) – EN
- Късовлакнест трюфел (Tuber puberulum) – EN
- Късозъба детелина (Trifolium squamosum) – CR
- Късолистна луличка (Linaria brachyphylla) – CR
- Лаврово бясно дърво (Daphne laureola) – EN
- Лагуров лопен (Verbascum lagurus) – EN
- Лайколистна лунна папрат (Botrychium matricariifolium) – CR
- Ленолистно секирче (Lathyrus linifolius) – EN
- Лепкава гълъбка (Russula viscida) – EN
- Лепкава лимацела (Limacella glioderma) – EN
- Лепкаво земно езиче (Geoglossum glutinosum) – CR
- Летен трюфел (Tuber aestivum) – EN
- Лещовидна пахиелла (Pachyella babingtonii) – EN
- Лидиево плюскавиче (Silene lydia) – EN
- Листовидна грифола (Grifola frondosa) – EN
- Луковичен паяжинник (Leucocortinarius bulbiger) – EN
- Лъжеблагороден лопен (Verbascum pseudonobile) – EN
- Льозелов липарис (Liparis loeselii) – RE
- Люспесто изтравниче (Asplenium lepidum) – CR
- Лютиковидна урока (Bupleurum ranunculoides) – CR
- Мавритански кринипелис (Crinipellis mauretanica) – EN
- Магеленска тлъстига (Sedum magellense) – CR
- Македонско винче (Anchusa macedonica) – VU
- Малка ежова главица (Sparganium minimum) – CR
- Манагетова метличина (Centaurea mannagettae) – EN
- Маноловска гърлица (Limonium asterotrichum) – CR
- Маришко подрумиче (Anthemis argyrophylla) – CR
- Маршалова метличина (Psephellus marschallianus) – EN
- Маршалска камилска трева (Corispermum marschalii) – EN
- Мащерколистно плюскавиче (Silene thymifolia) – EN
- Медножълта манатарка (Boletus luteocupreus) – CR
- Мейерова гърлица (Limonium meyeri) – CR
- Меколистно шапиче (Alchemilla mollis) – CR
- Месесточервен дланокоренник (Dactylorhiza incarnata) – EN
- Местенски дъб (Quercus mestensis) – CR
- Мехуреста детелина (Trifolium physodes) – CR
- Мечи лентинелус (Lentinellus ursinus) – CR
- Мизийски рожец (Cerastium moesiacum) – EN
- Миланов чистец (Stachys milanii) – EN
- Миризлива пърхутка (Bovista graveolens) – EN
- Мирикария (Myricaria germanica) – CR
- Миртолистен рододендрон (Rhododendron myrtifolium) – EN
- Млечнобяла бучка (Helvella lactea) – CR
- Многогодишна сверция (Swertia perennis) – EN
- Многоцветен парвотризетум (Parvotrisetum myrianthum myrianthum) – CR
- Моравска манатарка (Boletus moravicus) – EN
- Морски копър (Crithmum maritimum) – EN
- Морски червен кантарион (Centaurium maritimum) – CR
- Муховидна пчелица (Ophrys insectifera) – CR
- Мъхнатоцветен клин (Astragalus pubiflorus) – EN
- Набраздена бучка (Helvella phlebophora) – EN
- Наделенолистно великденче (Veronica multifida) – CR
- Наплъстена рупа (Draba korabensis) – EN
- Напрашена манатарка (Boletus pulverulentus) – EN
- Нарязанолистен тъжник (Spiraea crenata) – CR
- Небодлива метличина (Centaurea inermis) – VU
- Нежен лен (Linum elegans) – EN
- Нежна аубриета (Aubrieta gracilis subsp. scardica) – VU
- Нежна линдерния (Lindernia procumbens) – CR
- Нежна метличина (Centaurea gracilenta) – EN
- Немска жълтуга (Genista germanica) – CR
- Неразделнолистно шапиче (Alchemilla indivisa) – EN
- Низбягващо еньовче (Galium procurrens) – CR
- Ниска теменуга (Viola pumila) – EN
- Ниско бясно дърво (Daphne cneorum) – EN
- Ничичово прозорче (Potentilla nicicii) – CR
- Нишковидно секирче (Lathyrus filiformis) – EN
- Обикновен аурискалпиум (Auriscalpium vulgare) – EN
- Обикновен дракункулус (Dracunculus vulgaris) – CR
- Обикновен еласмомицес (Elasmomyces mattirolianus) – CR
- Обикновен копър (Anetum graveolens) – EN
- Обикновен омфалиастер (Omphaliaster asterosporus) – EN
- Обикновен тис (Taxus baccata) – EN
- Обикновен тремискус (Tremiscus helvelloides) – EN
- Обикновен филопорус (Phylloporus pelletieri) – EN
- Обикновена желатинова шапчица (Leotia lubrica) – EN
- Обикновена кавиния (Kavinia himantia) – CR
- Обикновена морска трева (Zostera marina) – EN
- Обикновена скрежовка (Rozites caperatus) – EN
- Обикновена хиподерма (Hypoderma commune) – EN
- Одрински лопен (Verbascum adrianopolitanum) – EN
- Оедерово пропадниче (Pedicularis oederi) – EN
- Оловносив гиродон (Gyrodon lividus) – CR
- Опасана есенна гъба (Tricholoma focale) – EN
- Опашаго диво жито (Aegilops dichasians) – CR
- Оранжев хиднелум (Hydnellum aurantiacum) – EN
- Оранжево подрумиче (Anthemis gaudium-solis) – EN
- Оранжевочервена хасиела (Haasiella venustissima) – CR
- Орбелийски игловръх (Alyssum orbelicum) – CR
- Орфанидиева камбанка (Campanula orphanidea) – EN
- Осилест здравец (Geranium aristatum) – CR
- Островърха галилея (Galilea mucronata) – EN
- Отровна рунянка (Hieracium virosum) – EN
- Отровна цикута (Cicuta virosa) – CR
- Отсеченовърха бухалка (Clavariadelphus truncatus) – EN
- Паласов лен (Linum pallasianum) – RE
- Палешников серапиас (Serapias vomeracea) – EN
- Паничковидна бучка (Helvella leucomelaena) – EN
- Панчичев млечник (Cicerbita pancicii) – CR
- Панчичево секирче (Lathyrus pancicii) – CR
- Паразитна манатарка (Boletus parasiticus) – CR
- Парилска метличина (Centaurea parilica) – EN
- Парилска овсига (Bromus parilicus) – EN
- Парнасиеволистна калдезия (Caldesia parnassifolia) – RE
- Перест млечник (Cicerbita plumieri) – CR
- Переста какула (Salvia pinnata) – CR
- Перидикцион (Peridictyon sanctum) – EN
- Персийска поветица (Convolvulus persicus) – CR
- Петниста сверция (Swertia punctata) – CR
- Петниста тинтява (Gentiana punctata) – EN
- Петросимония (Petrosimonia brachiata) – CR
- Петтичинкова върба (Salix pentandra) – CR
- Печурковиден ендоптихум (Endoptychum agaricoides) – EN
- Пилатов фелинус (Phellinus pilatii) – EN
- Пирамидална камбанка (Campanula thyrsoides) – EN
- Пиренейска теменуга (Viola pyrenaica) – EN
- Пиренейско шапиче (Alchemilla pyrenaica) – EN
- Пиринска гъшарка (Arabis ferdinandi-coburgii) – EN
- Пиринска лазаркиня (Asperula suberosa) – CR
- Пиринска ливадина (Poa pirinica) – VU
- Пиринска мащерка (Thymus perinicus) – EN
- Пиринска песъчарка (Arenaria pirinica) – EN
- Пиринска теменуга (Viola perinensis) – EN
- Пирински игловръх (Alyssum pirinicum) – EN
- Пирински мак (Papaver degenii) – VU
- Пирински чай (Sideritis scardica) – EN
- Пиринско зеле (Brassica jordanoffii) – VU
- Пиринско лале (Tulipa pirinica) – CR
- Планинска бондарцевия (Bondarzewia mesenterica) – EN
- Планинска дилянка (Valeriana montana) – EN
- Планински жълт смил (Helichrysum plicatum) – EN
- Планински пелин (Artemisia chamaemelifolia) – CR
- Планински явор (Acer heldreichii) – VU
- Плосколюспесто подрумиче (Anthemis virescens) – EN
- Подземноплодов уров (Vicia amphicarpa) – EN
- Подофомес (Podofomes trogii) – EN
- Подуточашково клинавче (Astragalus physocalyx) – CR
- Прасковеноцветна манатарка (Boletus persicolor) – EN
- Превъзходен паяжинник (Cortinarius praestans) – CR
- Прекрасна теменуга (Viola speciosa) – CR
- Прекъсната ветрушка (Apera interrupta) – EN
- Прешленолистен надводник (Elatine alsinastrum) – CR
- Прилегналовлакнест равнец (Achillea leptophylla) – EN
- Прилегналолюспест магарешки бодил (Carduus adpressus) – EN
- Приморски ветрогон (Eryngium maritimum) – EN
- Приморски триостренник (Triglochin maritima) – CR
- Провански салеп (Orchis provincialis) – CR
- Пролетно котенце (Pulsatilla vernalis) – EN
- Променливоцветна камбанка (Campanula versicolor) – EN
- Пурпурен дремник (Epipactis purpurata) – EN
- Пурпурна манатарка (Boletus rhodopurpureus) – EN
- Пчелоносно бръмбарче (Ophrys apifera) – EN
- Пълзящ гръмотрън (Ononis repens) – CR
- Пълзящ хименолобус (Hymenolobus procumbens) – CR
- Пълзяща гудиера (Goodyera repens) – EN
- Пърнар (Quercus coccifera) – EN
- Пърчовка (Himantoglossum caprinum) – VU
- Пъстър меланогастер (Melanogaster variegatus) – EN
- Пясъчна лилия (Pancratium maritimum) – EN
- Равенски ериантус (Erianthus ravennae) – EN
- Разнолистна суеда (Suaeda heterophylla) – CR
- Разнолистно шапиче (Alchemilla heterophylla) – EN
- Разперенозъба детелина (Trifolium squarrosum) – CR
- Разпростряна сибалдия (Sibbaldia procumbens) – EN
- Ракитников фелинус (Phellinus hippopha¨icola) – EN
- Ракитовицов инонотус (Inonotus tamaricis) – EN
- Редкоцветен живовлек (Plantago tenuiflora) – EN
- Режещ кладиум (Cladium mariscus) – EN
- Рейнхолдова пчелица (Ophrys reinholdii) – EN
- Ресничеста песъчарка (Arenaria ciliata) – EN
- Рилска иглика (Primula deorum) – VU
- Рилска теменуга (Viola orbelica) – VU
- Рилски ревен (Rheum rhaponticum) – CR
- Рилско подрумиче (Anthemis orbelica) – EN
- Рогат живовлек (Plantago cornuti) – CR
- Рогчест клин (Astragalus corniculatus) – EN
- Родопска люцерна (Medicago rhodopea) – VU
- Родопска песъчарка (Arenaria rhodopaea) – EN
- Родопска ръж (Secale rhodopaeum) – EN
- Родопски крем (Lilium rhodopaeum) – CR
- Родопски лопен (Verbascum spathulisepalum) – EN
- Родопско еньовче (Galium rhodopeum) – EN
- Родопско лале (Tulipa rhodopea) – CR
- Родопско омразниче (Onosma rhodopea) – EN
- Розетка (Cotylidia pannosa) – CR
- Розмаринолистна върба (Salix rosmarinifolia) – CR
- Розов божур  (Paeonia mascula) – EN
- Розовееща манатарка (Boletus roseoalbidus) – EN
- Рубинена манатарка (Rubinoboletus rubinus) – CR
- Рубинова детелина (Trifolium rubens) – CR
- Ружевидна поветица (Convolvulus althaeoides) – CR
- Румелийска метличина (Centaurea rumelica) – EN
- Румелийски тръбоцвет (Trachelium rumelianum) – VU
- Румелийско подрумиче (Anthemis rumelica) – VU
- Руска самодивска трева (Peucedanum ruthenicum) – CR
- Ръбестостъблен лук (Allium angulosum) – CR
- Рьомерия (Roemeria hybrida) – EN
- Сбит овесец (Danthoniastrum compactum) – EN
- Светииваново подрумиче (Anthemis sancti-johannis) – EN
- Сгънатолистно шапиче (Alchemilla plicatula) – EN
- Северен амилоцистис (Amylocystis lapponicus) – EN
- Седефче (Ruta graveolens) – EN
- Седловидна бучка (Helvella ephippium) – EN
- Сенниковиден полипорус (Polyporus umbellatus) – EN
- Сибирска масловка (Suillus sibiricus subsp. helveticus) – EN
- Сибирска телчарка (Polygala sibirica) – CR
- Сибирски див тютюн (Ligularia sibirica) – CR
- Сиво великденче (Veronica glauca) – CR
- Сиво-кафява леписта (Lepista luscina) – EN
- Сивокафява черешова гъба (Hygrocybe murinacea) – CR
- Сивосинкав клин (Astragalus glaucus) – EN
- Сивосинкав паяжинник (Cortinarius caesiocanescens) – CR
- Сивочервеникав хигрофорус (Hygrophorus poetarum) – EN
- Синя айважива (Alkanna tinctoria) – EN
- Синя тойна (Trachomitum venetum) – EN
- Сирийски миризлив бурен (Sideritis syriaca) – CR
- Скален лопен (Verbascum rupestre) – EN
- Скален пелин (Artemisia pedemontana) – EN
- Скална метличина (Centaurea finazzeri CR
- Скална поветица (Convolvulus boissieri) – EN
- Скална тинтява (Gentiana frigida) – EN
- Скално секирче (Lathyrus saxatilis) – CR
- Славянско котенце (Pulsatilla slaviankae) – EN
- Слънчева гълъбка (Russula solaris) – EN
- Смърчов фелинус (Phellinus viticola) – EN
- Снежна тинтява (Gentiana nivalis) – EN
- Снежно кокиче (Galanthus nivalis) – EN
- Сплескан дифазиаструм (Diphasiastrum complanatum) – RE
- Сребриста поветица (Convolvulus holosericeus) – CR
- Сръбска рамонда (Ramonda serbica) – EN
- Сръбски едрайант (Edraianthus serbicus) – EN
- Сръбски ранилист (Stachys serbica) – EN
- Старопланинска иглика (Primula frondosa) – EN
- Стефчова тлъстига (Sedum stefco) – VU
- Стоянова айважива (Alkanna stojanovii) – EN
- Стоянова дрипавка (Crepis stojanovii) – CR
- Стоянова мащерка (Thymus stojanovii) – CR
- Стоянова мишовка (Minuartia stojanovii) – CR
- Стоянова паламида (Cirsium stojanovii) – EN
- Стоянова теменуга (Viola stojanowii) – CR
- Стояново лютиче (Ranunculus stojanovii) – CR
- Странджанска боровинка (Vaccinium arctostaphylos) – EN
- Странджанска детелина (Trifolium ligusticum) – EN
- Странджанска лазаркиня (Asperula involucrata) – CR
- Странджански воден морач (Oenanthe tenuifolia) – CR
- Странджанско бясно дърво (Daphne pontica) – EN
- Странджанско сапунче (Saponaria stranjensis) – VU
- Стрибърниева козя брада (Tragopogon stribrnyi) – VU
- Стрибърниево подрумиче (Anthemis stribrnyi) – EN
- Стрибърнов карамфил (Dianthus stribrnyi) – VU
- Стрибърнова ведрица (Fritillaria stribrnyi) – CR
- Стройна теменуга (Viola gracilis) – EN
- Стройна флавосцифа (Flavoscypha cantharella) – EN
- Стъблообхващащ стрептопус (Streptopus amplexifolius) – EN
- Стълбчеста аубриета (Aubrieta columnae subsp. pirinica) – EN
- Субалпийски спореж (Senecio subalpinus) – CR
- Сусамовиден клин (Astragalus sesameus) – EN
- Сфагнова галерина (Galerina sphagnorum) – EN
- Съждивосив болетопсис (Boletopsis leucomelaena) – CR
- Съчленен коринефорус (Corynephorus divaricatus) – CR
- Тамянка (Cistus salvifolius) – EN
- Тасоска звъника (Hypericum thasium) – VU
- Татарска салата (Lactuca tatarica) – EN
- Татарско диво зеле (Crambe tataria) – EN
- Твърдолистна песъчарка (Arenaria rigida) – CR
- Текирска мишорка (Gypsophila tekirae) – CR
- Тесалийска мантийка (Petrorhagia thessala) – EN
- Теснолист божур (Paeonia tenuifolia) – EN
- Тимотейкова детелина (Trifolium phleoides) – CR
- Тинеста острица (Carex limosa) – EN
- Томасиниев минзухар (Crocus tommasinianus) – VU
- Торен циатус (Cyathus stercoreus) – EN
- Торфена галерина (Galerina paludosa) – EN
- Торфена фолиота (Pholiota myosotis) – EN
- Торфено псилоцибе (Psilocybe uda) – EN
- Тракийска власатка (Festuca thracica) – EN
- Тракийска класица (Alopecurus thracicus) – CR
- Тракийска овчарска торбичка (Capsella bursa-pastoris subsp. thracica) – EN
- Тракийски дъб (Quercus thracica) – CR
- Тракийски клин (Astracantha thracica) – VU
- Тракийски магарешки бодил (Carduus thracicus) – VU
- Тракийски равнец (Achillea thracica) – CR
- Тракийско лале (Tulipa thracica) – CR
- Трансилванска камбанка (Campanula transsilvanica) – EN
- Трансилванско секирче (Lathyrus transsilvanicus) – RE
- Траунстейнера (Traunsteinera globosa) – CR
- Триразделнолистен ериолобус (Eriolobus trilobata) – CR
- Тритичинков надводник (Elatine triandra) – CR
- Трицветен леукопаксилус (Leucopaxillus compactus) – CR
- Трицветна дзука (Juncus triglumis) – CR
- Тройновилужна мишорка (Gypsophila trichotoma) – EN
- Тройножилчеста метличина (Centaurea trinervia) – CR
- Туфест карамфил (Dianthus simulans) – VU
- Туфеста острица (Carex elata) – EN
- Тъмнолилава самогризка (Scabiosa atropurpurea) – EN
- Тъмнопурпурна метличина (Centaurea calocephala) – CR
- Тъмносин паяжинник (Cortinarius coerulescens) – CR
- Тъмночервена черешова гъба (Hygrocybe punicea) – EN
- Тъполистен оклоп (Androsace obtusifolia) – CR
- Тъполистна калугерка (Nonea obtusifolia) – EN
- Търилово великденче (Veronica turrilliana) – EN
- Тюланова хиднотрия (Hydnotrya tulasnei) – CR
- Тяснолистна поветица (Convolvulus lineatus) – EN
- Украинско коило (Stipa ucrainica) – CR
- Уроспермум (Urospermum picroides) – CR
- Урумов кривец (Chondrilla urumoffii) – VU
- Урумов лопен (Verbascum urumoffii) – EN
- Урумов окситропис (Oxytropis urumovii) – VU
- Урумово лале (Tulipa urumoffii) – VU
- Уховидна арения (Arrhenia lobata) – EN
- Уховидно подрумиче (Anthemis auriculata) – EN
- Фалоидна батареа (Battarrea phalloides) – EN
- Ферулов прангос (Prangos ferulacea) – CR
- Франкения (Frankenia pulverulenta) – CR
- Фривалдска микромерия (Micromeria frivaldszkyana) – EN
- Фривалдскиев зановец (Chamaecytisus frivaldszkyanus) – EN
- Фривалдскиев пчелинок (Marrubium friwaldskyanum) – VU
- Фризиев пачи крак (Cantharellus friesii) – EN
- Хаарбахиев клин (Astragalus suberosus subsp. haarbachii) – EN
- Халерово котенце (Pulsatilla halleri) – EN
- Хвойнова антродия (Antrodia juniperina) – EN
- Хименокарпос (Hymenocarpos circinatus) – EN
- Хипурис (Hippuris vulgaris) – CR
- Хойфелови миши уши (Hieracium heuffelii) – EN
- Храстовидна карагана (Caragana frutex subsp. mollis) – CR
- Хълмова гъшарка (Arabis collina) – EN
- Цар-Борисов лопен (Verbascum tzar-borisii) – CR
- Цариградски нахут (Cicer montbretii) – EN
- Царска катателазма (Catathelasma imperiale) – CR
- Царска манатарка (Boletus regius) – VU
- Царска трева (Imperata cylindrica) – EN
- Целолистна дилянка (Valeriana simplicifolia) – CR
- Цоликоферова тлъстига (Sedum zollicoferi) – CR
- Чашеносещ корал (Clavicorona pyxidata) – CR
- Чашковидна звъника (Hypericum calycinum) – EN
- Червен хедизарум (Hedysarum tauricum) – EN
- Червен цитинус (Cytinus clusii) – CR
- Червенеещ хигрофорус (Hygrophorus erubescens) – EN
- Червено усойниче (Echium russicum) – VU
- Червено-кафява чашка (Peziza michelii) – EN
- Черен емпетрум (Empetrum nigrum) – EN
- Черна бучка (Helvella atra) – VU
- Чернеещ геоглосум (Geoglossum umbratile) – CR
- Чернееща метличина (Centaurea nigrescens) – CR
- Чернееща четинковидна плектания (Plectania melaena) – CR
- Черно френско грозде (Ribes nigrum) – CR
- Черно-кафява чашка (Peziza brunneoatra) – EN
- Черногорско прозорче (Potentilla montenegrina) – CR
- Черноморски астродаукус (Astrodaucus littoralis) – CR
- Черноморски хипекоум (Hypecoum ponticum) – EN
- Черноморско великденче (Veronica euxina) – RE
- Черноморско плюскавиче (Silene euxina) – EN
- Черноточковиден сакоболус (Saccobolus beckii) – EN
- Четинест жълт кантарион (Hypericum setiferum) – EX
- Четинест трихоглосум (Trichoglossum hirsutum) – EN
- Четириделна земна звезда (Geastrum quadrifidum) – EN
- Четирилистно разковниче (Marsilea quadrifolia) – CR
- Четириръбеста боянка (Erysimum quadrangulum) – EN
- Чуждоземен шпорец (Delphinium peregrinum) – EN
- Шарпланински ранилист (Betonica scardica) – EN
- Шахматовидна ведрица (Fritillaria meleagroides) – CR
- Шахтиева дрипавка (Crepis schachtii) – CR
- Шибойна боянка (Erysimum cheiranthoides) – EN
- Шиверекия (Schivereckia doerfleri) – CR
- Широколистен мразовец (Colchicum bivonae) – EN
- Широколистна камбанка (Campanula latifolia) – EN
- Широколистна кръстатка (Crucianella latifolia) – EN
- Шишарковидна мухоморка (Amanita strobiliformis) – EN
- Шлемоносен салеп (Orchis militaris) – EN
- Шпицелов салеп (Orchis spitzelii) – CR
- Шпрунерова каменоломка (Saxifraga spruneri) – EN
- Щитолистни какички (Nymphoides peltata) – EN
- Ъглолистна малколмия (Malcolmia orsiniana subsp. angulifolia) – EN
- Южна леща (Lens ervoides) – EN
- Южна мехурка (Utricularia australis) – CR
- Южна микромерия (Micromeria juliana) – EN
- Юмрукчалско шапиче (Alchemilla jumrukczalica) – CR
- Юрушки лопен (Verbascum juruk) – CR
- Яворкова клопачка (Rhinanthus javorkae) – EN
- Яйцевидна мухоморка (Amanita ovoidea) – CR
- Ямболски мразовец (Colchicum diampolis) – CR
- Янкиев лопен (Verbascum jankaeanum) – CR
- Янкиева кутявка (Moehringia jankae) – EN
- Янкиева метличина (Centaurea jankae) – EN
- Яркожълта люспеница (Pholiota lucifera) – EN
- Яркожълта манатарка (Boletus pseudosulphureus) – CR
- Anomodon rostratus (Anomodon rostratus) – CR
- Aphanorhegma patens (Aphanorhegma patens) – CR
- Aulacomnium androgynum (Aulacomnium androgynum) – EN
- Barbilophozia kunzeana (Barbilophozia kunzeana) – VU
- Bazzania flaccida (Bazzania flaccida) – VU
- Brachydontium trichodes (Brachydontium trichodes) – VU
- Brachythecium geheebii (Brachythecium geheebii) – EN
- Breidleria pratensis (Breidleria pratensis) – CR
- Bryopsis hypnoides (Bryopsis hypnoides) – EN
- Bryum cyclophyllum (Bryum cyclophyllum) – EN
- Bryum gemmiparum (Bryum gemmiparum) – VU
- Bryum mildeanum (Bryum mildeanum) – EN
- Bryum torquescens (Bryum torquescens) – VU
- Buxbaumia aphylla (Buxbaumia aphylla) – EN
- Calliergon giganteum (Calliergon giganteum) – EN
- Calypogeia fissa (Calypogeia fissa) – EN
- Calypogeia sphagnicola (Calypogeia sphagnicola) – VU
- Campylium polygamum (Campylium polygamum) – VU
- Cephalozia catenulata (Cephalozia catenulata) – EN
- Cephalozia loitlesbergeri (Cephalozia loitlesbergeri) – CR
- Cephaloziella hampeana (Cephaloziella hampeana) – CR
- Cephaloziella rubella (Cephaloziella rubella) – EN
- Cephaloziella turneri (Cephaloziella turneri) – CR
- Chara kokeilii (Chara kokeilii) – CR
- Cheilothela chloropus (Cheilothela chloropus) – VU
- Corsinia coriandrina (Corsinia coriandrina) – EN
- Ctenidium procerrimum (Ctenidium procerrimum) – CR
- Dicranodontium denudatum (Dicranodontium denudatum) – VU
- Dicranum bergeri (Dicranum bergeri) – EN
- Dicranum viride (Dicranum viride) – EN
- Ditrichum pallidum (Ditrichum pallidum) – EN
- Drepanocladus sendtneri (Drepanocladus sendtneri) – VU
- Ephemerum recurvifolium (Ephemerum recurvifolium) – CR
- Eurhynchium pumilum (Eurhynchium pumilum) – EN
- Eurhynchium schleicheri (Eurhynchium schleicheri) – CR
- Fissidens fontanus (Fissidens fontanus) – CR
- Fissidens rivularis (Fissidens rivularis) – VU
- Fossombronia angulosa (Fossombronia angulosa) – EN
- Fossombronia husnotii (Fossombronia husnotii) – CR
- Frullania fragilifolia (Frullania fragilifolia) – VU
- Frullania jackii (Frullania jackii) – EN
- Frullania riparia (Frullania riparia) – CR
- Grimmia crinita (Grimmia crinita) – VU
- Grimmia teretinervis (Grimmia teretinervis) – VU
- Hamatocaulis vernicosus (Hamatocaulis vernicosus) – VU
- Helodium blandowii (Helodium blandowii) – CR
- Hypnum fertile (Hypnum fertile) – EN
- Isothecium myosuroides (Isothecium myosuroides) – CR
- Jungermannia caespiticia (Jungermannia caespiticia) – CR
- Jungermannia confertissima (Jungermannia confertissima) – VU
- Leptodictyum humile (Leptodictyum humile) – VU
- Lophozia longidens (Lophozia longidens) – EN
- Mannia androgyna (Mannia androgyna) – CR
- Mannia triandra (Mannia triandra) – EN
- Meesia uliginosa (Meesia uliginosa) – VU
- Microbryum starckeanum (Microbryum starckeanum) – EN
- Mnium ambiguum (Mnium ambiguum) – VU
- Mylia anomala (Mylia anomala) – VU
- Nardia geoscyphus (Nardia geoscyphus) – EN
- Neckera pennata (Neckera pennata) – VU
- Neckera pumila (Neckera pumila) – EN
- Nemalion helminthoides (Nemalion helminthoides) – CR
- Orthotrichum stellatum (Orthotrichum stellatum) – EN
- Orthotrichum urnigerum (Orthotrichum urnigerum) – VU
- Padina pavonica (Padina pavonica) – CR
- Philonotis arnellii (Philonotis arnellii) – VU
- Philonotis marchica (Philonotis marchica) – EN
- Plagiothecium undulatum (Plagiothecium undulatum) – VU
- Polytrichum longisetum (Polytrichum longisetum) – VU
- Porella pinnata (Porella pinnata) – CR
- Pseudocalliergon trifarium (Pseudocalliergon trifarium) – VU
- Ptilidium ciliare (Ptilidium ciliare) – EN
- Ptilium crista (Ptilium crista-castrensis) – EN
- Riccia crustata (Riccia crustata) – CR
- Riccia crystallina (Riccia crystallina) – EN
- Riccia glauca (Riccia glauca) – EN
- Riccia papillosa (Riccia papillosa) – EN
- Scapania apiculata (Scapania apiculata) – CR
- Scapania compacta (Scapania compacta) – EN
- Scapania scandica (Scapania scandica) – EN
- Scapania verrucosa (Scapania verrucosa) – EN
- Scleropodium touretii (Scleropodium touretii) – EN
- Scorpidium revolvens (Scorpidium revolvens) – VU
- Scorpidium scorpioides (Scorpidium scorpioides) – VU
- Scorpiurium circinatum (Scorpiurium circinatum) – EN
- Sphagnum cuspidatum (Sphagnum cuspidatum) – EN
- Sphagnum riparium (Sphagnum riparium) – CR
- Sphagnum subfulvum (Sphagnum subfulvum) – VU
- Sphagnum subnitens (Sphagnum subnitens) – VU
- Syntrichia laevipila (Syntrichia laevipila) – VU
- Syntrichia latifolia (Syntrichia latifolia) – CR
- Syntrichia pagorum (Syntrichia pagorum) – CR
- Syntrichia papillosa (Syntrichia papillosa) – EN
- Tayloria splachnoides (Tayloria splachnoides) – CR
- Thorea hispida (Thorea hispida) – CR
- Timmia norvegica (Timmia norvegica) – CR
- Tolypella intricata (Tolypella intricata) – CR
- Tomentypnum nitens (Tomentypnum nitens) – EN
- Tortella humilis (Tortella humilis) – CR
- Tortella nitida (Tortella nitida) – CR
- Tortula canescens (Tortula canescens) – EN
- Tortula cuneifolia (Tortula cuneifolia) – VU
- Tortula protobryoides (Tortula protobryoides) – EN
- Trematodon ambiguus (Trematodon ambiguus) – CR
- Trichocolea tomentella (Trichocolea tomentella) – EN
- Trichostomum brachydontium (Trichostomum brachydontium) – VU
- Ulota crispa (Ulota crispa) – EN
- Ulota hutchinsiae (Ulota hutchinsiae) – EN

## Животни
- Алпийски тритон (Triturus alpestris) – VU
- Андреев еуполиботрус (Eupolybothrus andreevi) – CR
- Аспида (Vipera aspis) – EX
- Афала (Tursiops truncatus) – VU
- Балканска кротушка (Romanogobio kessleri) – EN
- Балканска чучулига (Eremophila alpestris) – VU
- Балкански кеклик (Alectoris graeca) – EN
- Балкански щипок (Sabanejewia balcanica) – VU
- Белобуза рибарка (Chlidonias hybridus) – VU
- Беловрата мухоловка (Ficedula albicollis) – CR
- Белоглав лешояд (Gyps fulvus) – EN
- Белоока потапница (Aythya nyroca) – VU
- Белоопашат мишелов (Buteo rufinus) – VU
- Белопера кротушка (Romanogobio albipinnatus) – VU
- Белочела рибарка (Sterna albifrons) – EN
- Белочела сврачка (Lanius nubicus) – VU
- Белошипа ветрушка (Falco naumanni) – CR
- Беронов мегафилум (Megaphyllum beroni) – CR
- Бехщайнов нощник (Myotis bechsteinii) – VU
- Бешков сенокосец (Siro beschkovi) – CR
- Блатно сатирче (Coenonympha oedippus) – EX
- Блестящ ибис (Plegadis falcinellus) – CR
- Блеч (Alosa maeotica) – EN
- Брадат лешояд (Gypaetus barbatus) – EX
- Брияна (Chalcalburnus chalcoides) – EN
- Бурешова паралола (Paralola buresi) – CR
- Бухал (Bubo bubo) – EN
- Български парастенокарис (Parastenocaris bulgarica) – CR
- Бял ангъч (Tadorna tadorna) – VU
- Бял щъркел (Ciconia ciconia) – VU
- Вечерна ветрушка (Falco vespertinus) – CR
- Видра (Lutra lutra) – VU
- Високотел бибан (Gymnocephalus baloni) – VU
- Виюн (Misgurnus fossilis) – EN
- Влакноопашато тритонче (Triturus vulgaris) – VU
- Воден паяк (Argyroneta aquatica) – CR
- Врабчова кукумявка (Glaucidium passerinum) – EN
- Вълк (Canis lupus) – VU
- Върловка (Leucaspius delineatus) – VU
- Гигантски вечерник (Nyctalus lasiopterus) – VU
- Главоч (Cottus gobio) – CR
- Глухар (Tetrao urogallus) – EN
- Голям воден бик (Botaurus stellaris) – EN
- Голям гмурец (Podiceps cristatus) – VU
- Голям креслив орел (Aquila clanga) – CR
- Голям маслинов присмехулник (Hippolais olivetorum) – VU
- Голям ястреб (Accipiter gentilis) – EN
- Голяма бяла чапла (Egretta alba) – CR
- Голяма вретенарка (Zingel zingel) – EN
- Голяма дропла (Otis tarda) – CR
- Голяма еднодневка (Neoephemera maxima) – CR
- Голяма пъструшка (Porzana porzana) – EN
- Голямо мъхово водно конче (Leucorrhinia pectoralis) – EX
- Голямоок сатир (Lopinga achine) – EX
- Горски бекас (Scolopax rusticola) – EN
- Горски водобегач (Tringa ochropus) – EN
- Градинска червеноопашка (Phoenicurus phoenicurus) – VU
- Градински писмехулник (Hippolais icterina) – VU
- Градинско коприварче (Sylvia borin) – EN
- Грапав бегач (Carabus variolosus) – CR
- Гривеста рибарка (Sterna sandvicensis) – EN
- Гривеста чапла (Ardeola ralloides) – EN
- Гръцка сага (Saga hellenica) – EX
- Гулеш (Barbatula barbatula) – VU
- Гълъб хралупар (Columba oenas) – EN
- Далматински сокол (Falco biarmicus) – CR
- Двуцветнопипална сизира (Sisyra terminalis) – CR
- Дебелоклюна рибарка (Sterna nilotica) – CR
- Дебелоклюна чучулига (Melanocorypha calandra) – EN
- Деветигла бодливка (Pungitius platygaster) – CR
- Див шаран (Cyprinus carpio) – CR
- Дива коза (Rupicapra rupicapra) – EN
- Дива котка (Felis silvestris) – EN
- Дренскиев троглохифантес (Troglohyphantes drenskii) – CR
- Дунавска русалка (Palingenia longicauda) – EX
- Дунавски гребенест тритон (Triturus dobrogicus) – VU
- Дунавски щипок (Sabanejewia bulgarica) – VU
- Дългоопашато попче (Knipowitschia longecaudata) – CR
- Дългопръст нощник (Myotis capaccinii) – VU
- Европейски лалугер (Spermophilus citellus) – VU
- Египетски лешояд (Neophron percnopterus) – EN
- Езерна цаца (Clupeonella cultriventris) – EN
- Елшова скатия (Carduelis spinus) – VU
- Ефорон (Ephoron virgo) – EX
- Жълтоклюна хайдушка гарга (Pyrrhocorax graculus) – VU
- Жълтокоремник (Pseudopus apodus) – VU
- Забулена сова (Tyto alba) – VU
- Звездовидно попче (Benthophilus stellatus) – VU
- Златиста каракуда (Carassius carassius) – EN
- Златка (Martes martes) – EN
- Змиеок гущер (Ophisops elegans) – VU
- Ивичест бибан (Gymnocephalus schraetser) – VU
- Ивичест смок (Elaphe quatuorlineata) – EN
- Индийско шаварче (Acrocephalus agricola) – EN
- Италианска висяща муха (Bittacus italicus) – CR
- Карагьоз (Alosa pontica) – VU
- Кафява мечка (Ursus arctos) – EN
- Кафявоглава потапница (Aythya ferina) – VU
- Кафявокрил огърличник (Glareola pratincola) – EN
- Качулата кукувица (Clamator glandarius) – CR
- Качулата червеноглава потапница (Netta rufina) – EX
- Кодреанува псеудамникола (Pseudamnicola codreanui) – CR
- Кокилобегач (Himantopus himantopus) – EN
- Колхидски фазан (Phasianus colchicus) – EX
- Котешка змия (Telescopus fallax) – VU
- Крайморска каменарка (Paranocarodes straubei) – CR
- Крехка еднодневка (Ametropus fragilis) – EX
- Кръстат орел (Aquila heliaca) – CR
- Къдроглав пеликан (Pelecanus crispus) – CR
- Късопръст ястреб (Accipiter brevipes) – VU
- Късопръста чучулига (Calandrella brachydactyla) – VU
- Лакатнишка протелсония (Protelsonia lakatnicensis) – CR
- Левантински буревестник (Puffinus yelkouan) – EN
- Леопардов смок (Zamenis situla) – EN
- Ливаден блатар (Circus pygargus) – VU
- Ливаден дърдавец (Crex crex) – VU
- Ловен сокол (Falco cherrug) – CR
- Лопатарка (Platalea leucorodia) – CR
- Лупавец (Rutilus frisii) – CR
- Лятно бърне (Anas querquedula) – VU
- Малка белочела гъска (Anser erythropus) – CR
- Малка бяла риба (Sander volgensis) – CR
- Малка бяла чапла (Egretta garzetta) – VU
- Малка вретенарка (Zingel streber) – EN
- Малка еднодневка (Cercobrachys minutus) – CR
- Малка кротушка (Romanogobio uranoscopus) – EN
- Малка пъструшка (Porzana pusilla) – CR
- Малка черноглава чайка (Larus melanocephalus) – VU
- Малко ивичесто водно конче (Cordulegaster insignis) – CR
- Малко мъхово водно конче (Leucorrhinia dubia) – CR
- Малък вечерник (Nyctalus leisleri) – VU
- Малък воден бик (Ixobrychus minutus) – EN
- Малък гмурец (Tachybaptus ruficollis) – VU
- Малък корморан (Phalacrocorax pygmeus) – EN
- Малък креслив орел (Aquila pomarina) – VU
- Малък лебед (Cygnus columbianus) – CR
- Малък орел (Hieraaetus pennatus) – VU
- Малък речен кефал (Petroleuciscus borysthenicus) – EN
- Малък червеноног водобегач (Tringa totanus) – CR
- Малък ястреб (Accipiter nisus) – EN
- Маришки морунаш (Vimba melanops) – VU
- Медведев сив скакалец (Platycleis medvedevi) – CR
- Меланопсис (Melanopsis parreyssi) – CR
- Михалца (Lota lota) – VU
- Мишевиден сънливец (Myomimus roachi) – VU
- Момин жерав (Anthropoides virgo) – EX
- Морска свиня (Phocoena phocoena) – VU
- Морски дъждосвирец (Charadrius alexandrinus) – CR
- Морски орел (Haliaeetus albicilla) – VU
- Морско шило (Nerophis ophidion) – EN
- Моруна (Huso huso) – CR
- Мустакат синигер (Panurus biarmicus) – EN
- Немска есетра (Acipenser sturio) – EX
- Никаринус (Nicarinus poecilopterus) – CR
- Норка (Mustela lutreola) – EX
- Нощна чапла (Nycticorax nycticorax) – VU
- Нурсция (Nurscia albosignata) – CR
- Ням лебед (Cygnus olor) – VU
- Обикновен хомяк (Cricetus cricetus) – VU
- Обикновена мряна (Barbus barbus) – VU
- Орел змияр (Circaetus gallicus) – VU
- Орел рибар (Pandion haliaetus) – CR
- Орфеево коприварче (Sylvia hortensis) – VU
- Осояд (Pernis apivorus) – VU
- Паласов теодоксус (Theodoxus pallasi) – EX
- Пахикарус (Pachycarus atrocoeruleus) – CR
- Паяк рибар (Dolomedes plantarius) – EX
- Пернатонога кукумявка (Aegolius funereus) – VU
- Петнистоопашата еднодневка (Serratella maculocaudata) – CR
- Пещерен дългокрил (Miniopterus schreibersii) – VU
- Пизидиум (Pisidium supinum) – EX
- Планински трипръст кълвач (Picoides tridactylus) – EN
- Подковонос на Мехели (Rhinolophus mehelyi) – VU
- Поен лебед (Cygnus cygnus) – EN
- Полски блатар (Circus cyaneus) – CR
- Полубеловрата мухоловка (Ficedula semitorquata) – VU
- Приморска мряна (Barbus tauricus) – VU
- Пъстрогуша завирушка (Prunella collaris) – VU
- Пъструга (Acipenser stellatus) – CR
- Пъстър жътвар (Callimenus macrogaster) – CR
- Пъстър пор (Vormela peregusna) – VU
- Пъстър смок (Elaphe sauromates) – EN
- Распер (Aspius aspius) – VU
- Реликтна еднодневка (Ameletus inopinatus) – CR
- Речен дъждосвирец (Charadrius dubius) – VU
- Речен цвъркач (Locustella fluviatilis) – VU
- Речна змиорка (Anguilla anguilla) – EN
- Речна рибарка (Sterna hirundo) – EN
- Речна чайка (Larus ridibundus) – EN
- Рис (Lynx lynx) – CR
- Ровещ бирсинус (Byrsinus fossor) – EX
- Родопски балканопеталум (Balkanopetalum rhodopinum) – CR
- Розов пеликан (Pelecanus onocrotalus) – EX
- Розов скорец (Sturnus roseus) – VU
- Руска есетра (Acipenser gueldenstaedti) – CR
- Сабица (Pelecus cultratus) – VU
- Саблеклюн (Recurvirostra avosetta) – EN
- Свилено шаварче (Cettia cetti) – EN
- Северен гребенест тритон (Triturus cristatus) – VU
- Северно блестящо водно конче (Somatochlora arctica) – CR
- Сив жерав (Grus grus) – EX
- Сив кълвач (Picus canus) – EN
- Сива гъска (Anser anser) – EN
- Сива патица (Anas strepera) – CR
- Сива сврачка (Lanius excubitor) – CR
- Сива чапла (Ardea cinerea) – VU
- Сиво хомяче (Cricetulus migratorius) – VU
- Син скален дрозд (Monticola solitarius) – VU
- Синявица (Coracias garrulus) – VU
- Сирман (Neogobius syrman) – EX
- Скален гълъб (Columba livia) – EN
- Скален орел (Aquila chrysaetos) – VU
- Скална зидарка (Sitta neumayer) – VU
- Скалолазка (Tichodroma muraria) – VU
- Сокол орко (Falco subbuteo) – VU
- Сокол скитник (Falco peregrinus) – EN
- Среден гмурец (Podiceps grisegena) – EN
- Среден корморан (Phalacrocorax aristotelis) – VU
- Средиземноморски подковонос (Rhinolophus blasii) – VU
- Средиземноморски сокол (Falco eleonorae) – EN
- Средна бекасина (Gallinago gallinago) – CR
- Средна пъструшка (Porzana parva) – EN
- Степен блатар (Circus macrourus) – EX
- Степен орел (Aquila nipalensis) – EN
- Степен пор (Mustela eversmanni) – VU
- Степна скачаща мишка (Sicista subtilis) – CR
- Степна усойница (Vipera ursinii) – EX
- Стибаропус (Stibaropus henkei) – CR
- Стрепет (Tetrax tetrax) – EX
- Стридояд (Haematopus ostralegus) – CR
- Струмски гулеш (Barbatula bureschi) – VU
- Субарктично голямо водно конче (Aeshna subarctica) – EX
- Тетрев (Tetrao tetrix) – EX
- Торбогнезден синигер (Remiz pendulinus) – VU
- Тракийски кеклик (Alectoris chukar) – EN
- Трантеев сенокосец (Tranteeva paradoxa) – CR
- Тревно попче (Zosterisessor ophiocephalus) – VU
- Триигла бодливка (Gasterosteus aculeatus) – VU
- Трицветен нощник (Myotis emarginatus) – VU
- Тръноопашата потапница (Oxyura leucocephala) – EN
- Тръстиков блатар (Circus aeruginosus) – EN
- Турилик (Burhinus oedicnemus) – VU
- Туркменски скакалец (Pallasiella turcomana) – CR
- Турска боа (Eryx jaculus) – EN
- Тъмно смарагдово водно шило (Lestes macrostigma) – CR
- Тъмносива еднодневка (Kageronia fuscogrisea) – CR
- Тънкоклюн свирец (Numenius tenuirostris) – CR
- Тюлен монах (Monachus monachus) – EX
- Украинска минога (Eudontomyzon mariae) – CR
- Умбра (Umbra krameri) – CR
- Уралска улулица (Strix uralensis) – EN
- Халофилен скакалец (Platypygius crassus) – CR
- Харип (Alosa caspia) – VU
- Харисова еднодневка (Brachycercus harrisella) – CR
- Хауфения (Hauffenia lucidula) – CR
- Цилхова мацедоника (Macedonica zilchi) – CR
- Червен ангъч (Tadorna ferruginea) – CR
- Червена каня (Milvus milvus) – CR
- Червена чапла (Ardea purpurea) – EN
- Червеногуша гъска (Branta ruficollis) – VU
- Червеногуша мухоловка (Ficedula parva) – VU
- Черен кълвач (Dryocopus martius) – VU
- Черен лешояд (Aegypius monachus) – EX
- Черен щъркел (Ciconia nigra) – VU
- Черна каня (Milvus migrans) – VU
- Черна рибарка (Chlidonias niger) – CR
- Черно плоско водно конче (Selysiothemis nigra) – CR
- Черноврат гмурец (Podiceps nigricollis) – CR
- Черноврата стрелушка (Platyceps collaris) – CR
- Черногръбо каменарче (Oenanthe pleschanka) – EN
- Черногръд хомяк (Mesocricetus newtoni) – VU
- Чернокрака голямокрилка (Sialis nigripes) – CR
- Чернокрил огърличник (Glareola nordmanni) – CR
- Черноморска пъстърва (Salmo labrax) – CR
- Черноморска скумрия (Scomber scombrus) – CR
- Черноморски калкан (Psetta maxima) – EN
- Чига (Acipenser ruthenus) – EN
- Шабленско попче (Benthophiloides brauneri) – EX
- Шип (Acipenser nudiventris) – EX
- Шипобедрена сухоземна костенурка (Testudo graeca) – EN
- Шипоопашата сухоземна костенурка (Testudo hermanni) – EN
- Широкоух прилеп (Barbastella barbastellus) – VU
- Южен белогръб кълвач (Dendrocopos leucotos) – EN
- Южен подковонос (Rhinolophus euryale) – VU
- Южен троглодикус (Troglodicus meridionale) – CR
- Южна блатна костенурка (Mauremys rivulata) – VU
- Ястребов орел (Hieraaetus fasciatus) – CR